# Steffen Bogen
Steffen Bogen (* 1967) ist ein deutscher Kunsthistoriker und Spieleautor.

## Leben
Steffen Bogen studierte Kunstgeschichte, Germanistik und Semiotik in Stuttgart, Bologna und Marburg. Im Oktober 1997 begann Bogen seine Tätigkeit als wissenschaftlicher Assistent im Fach Kunstwissenschaft/Kunstgeschichte an der Universität Konstanz. Er unterrichtet im Studiengang Literatur – Kunst – Medien und forscht zu Fragen der Bilderzählung, der Diagrammatik und zum Gamedesign (Brettspiele). 2004 war Steffen Bogen Scholar in Residence am Deutschen Museum in München. Von 2006 bis 2010 war er Fellow am Zukunftskolleg der Universität Konstanz. 2007 wurde er an der Universität Konstanz habilitiert, seit 2009 ist er dort als wissenschaftlicher Mitarbeiter und Hochschuldozent mit dem Titel Professor tätig. 
Zwei seiner Spiele wurden als Spiel des Jahres ausgezeichnet: Schnappt Hubi! von Ravensburger als Kinderspiel des Jahres 2012 und Camel Up von Eggertspiele/Pegasus Spiele als Spiel des Jahres 2014. Zudem wurde Razzo Raketo 2010 auf die Empfehlungsliste des Kinderspiel des Jahres aufgenommen.
In Zusammenarbeit mit dem Rosgartenmuseum entwickelten er und Studierende der Universität Konstanz das interaktive Suchspiel SherLOOK, das im November 2024 Premiere feierte.

## Ludographie (Auswahl)
- 2008: Wackelbrücke (Schmidt Spiele)
- 2009: Razzo Raketo (Selecta)
- 2009: Kommissar Kugelblitz: Ganovenjagd (Schmidt Spiele)
- 2009: Die drei ???: Das verfluchte Schloss (Kosmos Spiele)
- 2010: Tipi (Schmidt Spiele)
- 2010: Shaun das Schaf: Kuchen-Chaos (Kosmos Spiele)
- 2011: Tante Trudels Trödel (Zoch Verlag)
- 2011: Schnappt Hubi! (Ravensburger Spieleverlag)
- 2013: Schnappt Hubi Mitbringspiel (Ravensburger Spieleverlag)
- 2013: Phileas Fogg & Co (Konstanz University Press)
- 2014: Camel Up (eggertspiele u. a.)
- 2015: Camel Up: Supercup (eggertspiele u. a.)
- 2015: Camel Up Cards (eggertspiele u. a.)
- 2020: Funky Monkey (Huch!)
- 2023:  Moorland (Deep Print Games)
- 2024: Campus Galli (Huch!)

## Auszeichnungen (Auswahl)
- Spiel des Jahres
  - Camel Up: Gewinner 2014
- Deutscher Spielepreis
  - Camel Up: Platz 5, 2014
- Kinderspiel des Jahres
  - Razzo Raketo: Empfehlung 2010
  - Schnappt Hubi!: Gewinner 2012

## Publikationen (Auswahl)
- Träumen und Erzählen. Selbstreflexion der Bildkunst vor 1300, München 2001.
- "Schattenriss und Sonnenuhr. Überlegungen zu einer kunsthistorischen Diagrammatik", in: Zeitschrift für Kunstgeschichte 68, 2005, S. 153–176.
- mit Felix Thürlemann: Rom. Eine Stadt in Karten von der Antike bis heute, Darmstadt 2009.
- mit Jörg Dünne und Kirsten Kramer: Weltnetzwerke – Weltspiele. Ein Buch und ein Spiel zu Jules Vernes ‚In 80 Tagen um die Welt‘, Konstanz 2013.
- Mit dem Zufall spielen. Würfel, Karten, Zahlen, Quanten, Göttingen 2024.